# Colin Bright
Colin Bright (* 28. Juni 1949 in Sydney) ist ein australischer Komponist.

## Leben
Bright ist als Komponist im Wesentlichen Autodidakt. Er interessierte sich frühzeitig für sozialpolitische Themen und die Musik der Aborigines. In den 1970er Jahren war Peter Sculthorpe sein Mentor. Er erhielt Komponistenstipendien, darunter ein Stipendium des Music Board of the Australia Council, und Kompositionsaufträge von führenden australischen Musikensembles. In seinen frühen Werken verwendete er oft das Didgeridoo, spätere Kompositionen beziehen sich häufig auf literarische Werke u. a. von Jas H. Duke, Amanda Stewart und William S. Burroughs.
The Sinking of the Rainbow Warrior wurde 1997 als Teil des Sydney Festival aufgeführt und später auf CD aufgenommen. The Wild Boys wurde bei den Sounds Australian Awards 1997 als beste Komposition des Jahres ausgezeichnet und als australischer Beitrag für die Tribune internationale des compositeurs in Paris ausgewählt. The Last Whale wurde bei den Classical Music Awards als beste Komposition eines australischen Komponisten ausgezeichnet.

## Werke
- Earth Spirit, 1982
- Red Earth, 1985
- Fire on the Lake, 1989
- The Sinking of the Rainbow Warrior, Oper, 1993–94
- War and Peace, 1994
- The Wild Boys, 1996
- Black Years – Red Years, 1997–98
- Ratsinkafka, 2000
- Let the Storm Break Loose, 2004